# San Bernardo alle Terme

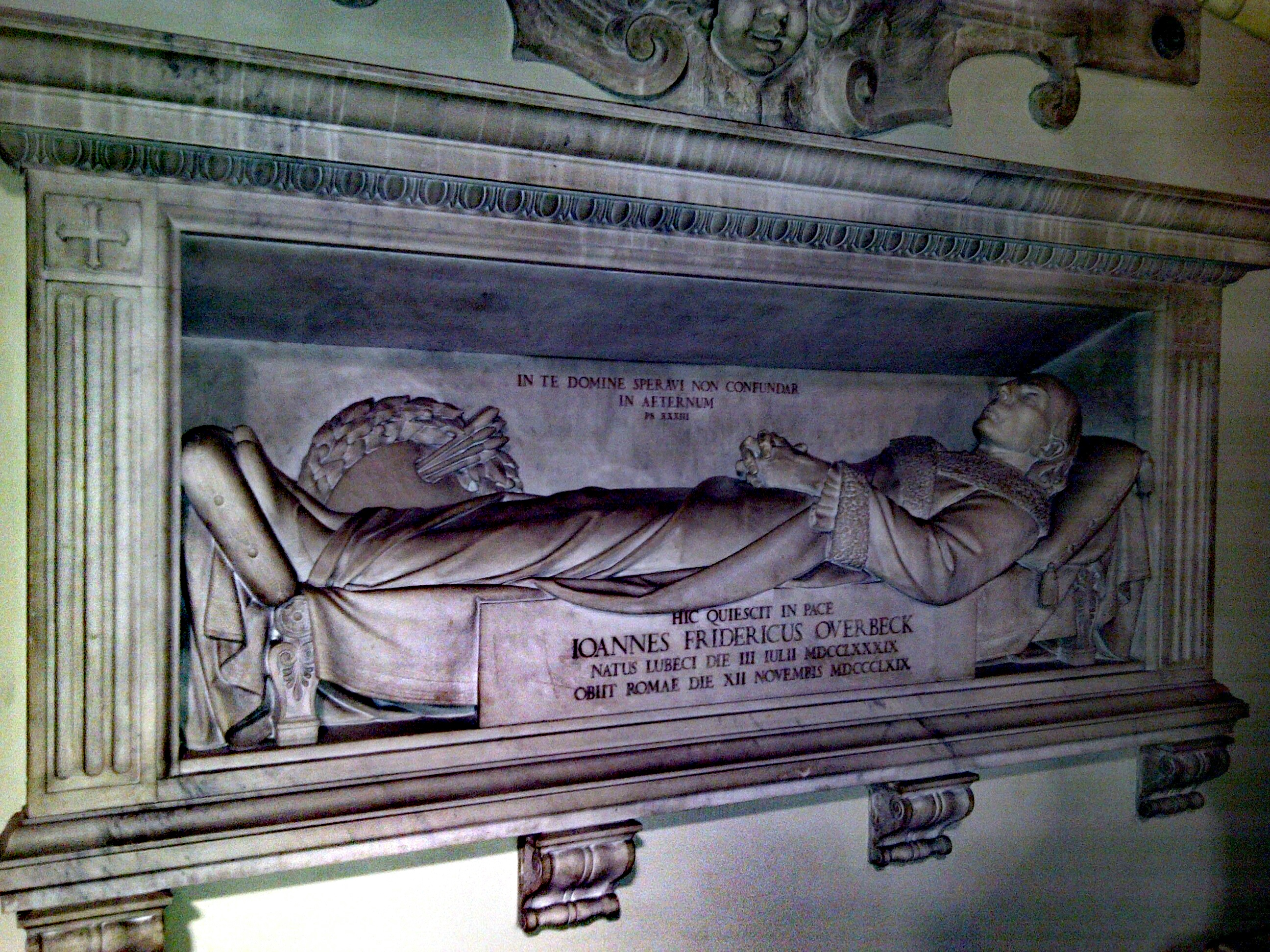
Tomba de Friedrich Overbeck

San Bernardo alle Terme és una església abacial catòlica d'estil barroc situada a la Via Torino 94 al riu Castro Pretorio de Roma, Itàlia.

## Història
L'església es va construir sobre les restes d’una torre circular, que marcava una cantonada a la paret perimetral sud-oest dels Banys de Dioclecià (el seu penjoll forma avui part d’un edifici hoteler, a 225 metres al sud-est de San Bernardo alle Terme). Aquestes dues torres flanquejaven una gran exedra semicircular; la distància entre les torres dona fe d'una enorme escala de l'estructura original.
El 1598, sota el patrocini de Caterina Sforza di Santafiora, es va construir aquesta església per al grup cistercenc francès, els Feuillants, sota la direcció de Giovanni Barreiro, abat de Tolosa. Més tard, després de la dissolució dels Feuillants durant la Revolució Francesa, l'edifici i el monestir annex van ser cedits a la Congregació de Sant Bernat de Clairvaux, amb el nom de l'església.
L'actual cardenal sacerdot del Titulus S. Bernardi ad Thermas és George Alencherry.

## Art i arquitectura

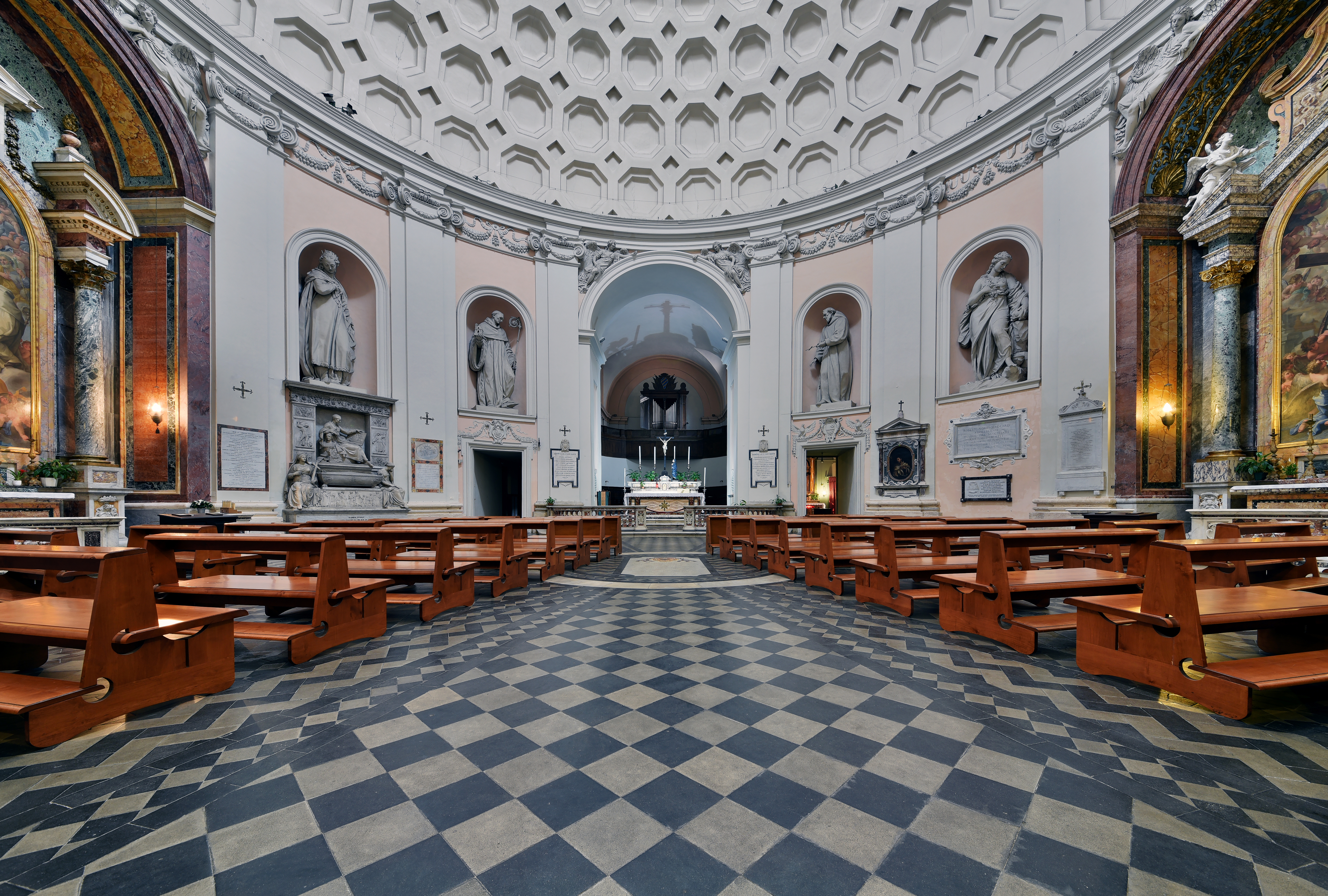
L'Església

L'estructura de San Bernardo alle Terme és similar a la del Panteó, ja que és cilíndrica, amb una cúpula i un òcul. L'edifici té un diàmetre de 22 metres. Les arques de la cúpula octogonal recorden les de la basílica de Maxenci. L'interior està adornat per vuit estàtues d'estuc de sants, cadascuna allotjada en nínxols de paret, obra de Camillo Mariani (cap al 1600). Aquests són un bon exemple de l'escultura manierista. La capella de Sant Francesc s’afegeix a l’antiga rotonda i conté una escultura de sant Francesc de Giacomo Antonio Fancelli. Els grans llenços dels altars laterals són de Giovanni Odazzi .
Aquí està enterrat el pintor alemany Johann Friedrich Overbeck, fundador del moviment d'art nazareno. L’abat Barreiro és enterrat a l'esquerra de l’altar major; també estan enterrats a l'església els cardenals Francesco Gabrielli i Giovanni Bona de Monreale.

## Llista de cardenals protectors
Aquesta església és la seu del títol cardenal de S. Bernardi ad Thermas (San Bernardo alle Terme).
- Giovanni Bona, O.Cist., (19 de maig de 1670 - 28 d'octubre de 1674)
- Galeazzo Marescotti, (23 de març de 1676 - 22 de setembre de 1681)
- Giambattista Costaguti, (10 d'abril de 1690 - 12 de novembre de 1691)
- Urbano Sacchetti, (22 de desembre de 1693 - 14 de gener de 1704)
- Lorenzo Casoni, (25 de juny de 1706 - 21 de gener de 1715)
- Francesco Barberini, (6 de maig de 1715 - 11 de maig de 1718)
- Bernardo Maria Conti, (16 de juliol de 1721 - 23 d'abril de 1730)
- Henri-Pons de Thiard de Bissy, (14 d'agost de 1730 - 26 de juliol de 1737)
- Domenico Silvio Passionei, (23 de juliol de 1738 - 17 de febrer de 1755; 17 de febrer de 1755 - 5 de juliol de 1761)
- Ignasi Michele Crivelli, (17 d'agost de 1761 - 29 de febrer de 1768)
- Gennaro Antonio de Simone, (19 d'abril de 1793 - 16 de desembre de 1780)
- Giuseppe Maria Capece Zurlo, (17 de febrer de 1738 - 31 de desembre de 1801)
- Carlo Oppizzoni, (28 de maig de 1804 - 8 de juliol de 1839)
- Filippo de Angelis, (11 de juliol de 1839 - 20 de setembre de 1867)
- Victor-Auguste-Isidor Deschamps, CSSR, (31 de març de 1875 - 29 de setembre de 1883)
- Francesco Battaglini, (30 de juliol de 1885 - 8 de juliol de 1892)
- Giuseppe Melchiorre Sarto, (15 de juny de 1893 - 29 d'agost de 1903)
- Emidio Taliani, (12 de novembre de 1903 - 24 d'agost de 1907)
- Pietro Gasparri, (19 de desembre de 1907 - 22 de gener de 1915; 22 de gener de 1915 - 9 de novembre de 1915)
- Giovanni Cagliero, SDB, (9 de desembre de 1915 - 16 de desembre de 1920)
- Achille Locatelli, (25 de maig de 1923 - 5 d'abril de 1935)
- Alfred-Henri-Marie Baudrillart, (19 de desembre de 1935 - 19 de maig de 1942)
- Clemens August von Galen, (22 de febrer de 1946 - 23 de març de 1946)
- Georges-François-Xavier-Marie Grente, (15 de gener de 1953 - 5 de maig de 1959)
- Aloisius Joseph Muench, (17 de desembre de 1959 - 15 de febrer de 1962)
- Raúl Silva Henríquez, SDB, (22 de març de 1962 - 9 d'abril de 1999)
- Varkey Vithayathil, (21 de febrer de 2001 - 1 d'abril de 2011)
- George Alencherry, (18 de febrer de 2012 – actualitat)